# Björn Harras

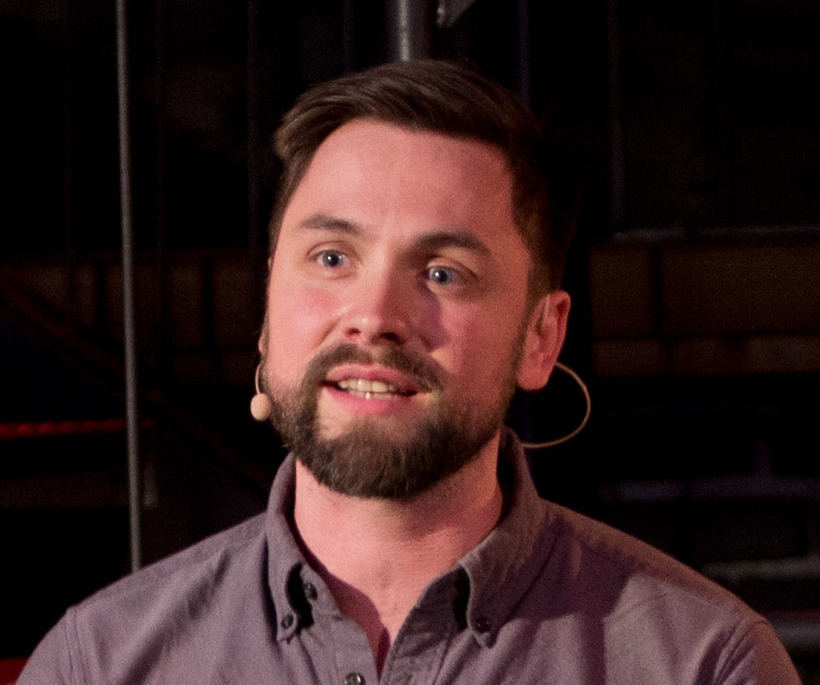
Björn Harras, 2021

Björn Harras (Berlijn, 15 oktober 1983) is een Duits acteur.
Harras volgde een opleiding aan de Schauspielschule van Leipzig. In mei 2007 was hij te zien in de rol van Tobias Refrath in de telenovela Verliebt in Berlin. Tussen april en augustus 2009 speelde hij de rol van Nils Barkhoff in Gute Zeiten, Schlechte Zeiten, om twee maanden later terug te keren in de rol van Patrick Graf jr. Op dit moment behoort tot hij de vaste cast.

## Filmografie
- 2007: Verliebt in Berlin (telenovela)
- 2008: Der Nebendarsteller (korte film)
- 2009–2012: GZSZ (serie)
- 2014: SOKO 5113 (serie)
- 2014–2015: Vier Unschuldige und ein Todesfall (serie)
- 2015: White Space (bioscoop)

- 2017: Beutolomäus und der wahre Weihnachtsmann (serie)

- 2019: Zwischen uns die Mauer (bioscoop)
- 2020: MaPa (serie, 1 aflevering)
- 2020: Beutolomäus und die vierte Elfe (televisie)
- 2021: Kleo (Netflix)
- 2022: Mapa (serie)
- 2023: Beutolomäus - und täglich grüßt der Weihnachtsmann (serie)

## Luisterboeken
- 2020: Rack (serie)
- 2020: Aus dem Koma
- 2020: Jonas
- 2020: Die Apokalypse ist nicht das Ende der Welt
- 2020: Dream Baby Dream (hoorspel)
- 2021: Sind Sie ein Freund von Dick Tossek?
- 2021: Der Krawatten N****
- 2021: Rondo – Sechs Kugeln für den Bastard
- 2021: Kommissar Gennat und der BVG-Lohnraub
- 2023: Der Sündensammler

## Theater (selectie)
- 2006: Hinkemann – Studiobühne der HMT Leipzig
- 2007: Alle fürchten sich oder Die Hasen in der Hasenheide – Heimathafen Neukölln
- 2008: Spieltrieb – Theater unterm Dach
- sinds 2009: Ensemblelid van Die Gorillas
- 2012–2014: Der eiserne Gustav – Theater am Kurfürstendamm
- 2017: Faust – Monbijou Theater Berlin
- 2021: Vorhang auf für Cyrano – Theater am Kurfürstendamm
- 2022: Rio Reiser – Mein Name ist Mensch – Theater am Kurfürstendamm

## Auszeichnungen[Bearbeiten | Quelltext bearbeiten]
- 2019: Nominatie voor Goldener Spatz met Beutolomäus und der wahre Weihnachtsmann
- 2020: Nominatie als onderdeel van het ensemble van Mapa voor de Duitse Televisieprijs 2020 in de categorie Beste Dramaserie en de Grimme-prijs.